# 시나 이스턴
시나 이스턴(Sheena Easton, 1959년 4월 27일 ~ )은 영국 스코틀랜드에서 출생한 미국의 여성 싱어송라이터 겸 뮤지컬배우이며 디자이너이다.

## 생애
1978년 영국에서 가수 첫 데뷔한 그녀는 1981년 미국 영화 《For your eyes only》의 OST 노래 작품을 부르며 일약 세계적 유명세를 탔으며 1982년 영국에서 뮤지컬배우 데뷔하였고 1987년 미국 영화 《Sign O' The times》로 영화배우 데뷔하였다. 이후 1992년을 기하여 미국 시민권을 취득하였다.

## 유명세
그녀는 일반적으로 대한민국에서는 《Morning train》이라는 노래 작품과 《Modern girl》이라는 노래 작품과 《Telefone》이라는 노래 작품이 각각 히트한 가수로 널리 잘 알려져 있다.

## 같이 보기
- 올리비아 뉴턴 존